# Alexander Haig
Alexander Meigs Haig, Jr. (2. december 1924 i Philadelphia, Pennsylvania, USA – 20. februar 2010 i Baltimore) var en amerikansk general og politiker (Republikaner).
Han var stabschef i Det Hvide Hus under Richard Nixon. Årene 1974-1979 var han NATOs øverstkommanderende og 1981-1982 udenrigsminister i Ronald Reagans regering.